# Kvemo Dodoti
Kvemo Dodoti (en georgiano: ქვემო დოდოთი) o Dallag Dodot (en osetio: Дæллаг Додот) es una aldea que pertenece a la parcialmente reconocida República de Osetia del Sur, parte del distrito de Tsjinval, aunque de iure pertenece al municipio de Kurta de la región de Iberia Interior de Georgia.

## Geografía
Kvemo Dodoti se encuentra a orillas del río Tiliani, a 12 km de Tsjinvali. La aldea se administra desde el pueblo de Dzari. 

## Historia
De 1922 a 1990, formó parte del distrito de Tsjinval del óblast autónomo de Osetia del Sur. De 1990 a 2006, formó parte del raión de Kareli y, desde 2006, forma parte del municipio de Kurta. 
Durante la guerra de Osetia del Sur de 1991-1992, las autoridades osetias lograron controlar el pueblo.

## Demografía
La evolución demográfica de Kvemo Dodoti entre 1939 y 2015 fue la siguiente:
| 107                                                      | 67 | 50 | 34 | 30 | 23 | 15 |
| (Fuente: Population of South Ossetia since Soviet times) |    |    |    |    |    |    |

Según el censo soviético de 1959, la mayoría de la población local eran osetios.